# Maureen Anderman
Maureen Anderman (Detroit (Michigan), 26 oktober 1946) is een Amerikaans theater- en televisieactrice.

## Biografie
Anderman begon met acteren in het theater op Broadway. In 1970 speelde zij in het toneelstuk Othello, hierna speelde zij nog meerdere rollen.
Anderman begon in 1974 met acteren voor de televisie in de televisieserie CBS Daytime 90. Hierna heeft zij nog meerdere rollen gespeeld in televisieseries en films zoals Another World (1980), As the World Turns (1986), The Days and Nights of Molly Dodd (1987-1991) en Law & Order (1992 en 1997).
Anderman is in 1982 getrouwd met Frank Converse en zij hebben samen twee kinderen.

## Filmografie

### Films
Uitgezonderd korte films.
- 2014 NOW: In the Wings on a World Stage - als Hertogin van York
- 2001 Final – als supervisor
- 1983 Man, Woman and Child – als Margo
- 1983 Cocaine and Blue Eyes – als Lilian Anatole
- 1982 Macbeth – als Lady Macbeth
- 1981 Every Stray Dog and Kid – als auteur
- 1980 King Crab – als Betty
- 1980 Once Upon a Family – als Janet Demerjian
- 1979 The Seduction of Joe Tynan – als secretaresse van Joe

### Televisieseries
Uitgezonderd eenmalige gastrollen.
- 1987 – 1991 The Days and Nights of Molly Dodd – als Nina Shapiro – 15 afl.
- 1987 – 1989 The Equalizer – als Pete O'Phelan – 9 afl.
- 1986 As the World Turns – als dr. Audrey Samuels – 2 afl.
- 1978 – 1984 Great Performances – als Alice Sycamore – 2 afl.
- 1981 Search for Tomorrow – als Sylvie Descartes - 9 afl.
- 1980 Another World – als Lady Belton - 2 afl.
- 1976 The Adams Chronicles – als Mary Cathering Hellen - 2 afl.

## Theaterwerk

### Broadway
- 2018 - 2019 The Waverly Gallery - als Gladys Green
- 2018 Three Tall Women - als understudy
- 2014 Love Letters - als Melissa Gardner
- 2010 – 2011 Driving Miss Daisy – als Daisy Werhan
- 2007 The Year of Magical Thinking – als Joan Didion
- 1986 – 1987 Social Security – als Barbara Kahn
- 1985 – 1986 Benefactors – als Jane
- 1983 – 1984 You Can't Take It With You – als Alice Sycamore
- 1981 Einstein and the Polar Bear – als Diane Ashe
- 1981 Macbeth – als Lady Macbeth
- 1980 The Man Who Came to Dinner – als Maggie Cutler
- 1980 The Lady from Dubuque – als Carol
- 1978 A History of the American Film – als speelster nr. 8
- 1976 Who's Afraid of Virginia Woolf? – als Honey
- 1975 – 1976 Hamlet – als Ophelia
- 1975 Seascape – als Sarah
- 1972 – 1973 The Last of Mrs. Linclon – als Mary Harlan
- 1972 An Evening With Richard Nixon and ... - als Henrietta Schockney / Evelyn Dorn / Gloria Steinam
- 1972 Moonchildren – als Ruth
- 1970 Othello – als Bianca

### Off-Broadway
- Passion Play – als Eleanor
- The Waverly Gallery – als Ellen Fine
- Later Life – als Ruth
- The Elusive Angel – als Mary Pine

- International Standard Name Identifier: 0000 0000 5352 2161
- Library of Congress Control Number: no2005099850
- Virtual International Authority File: 4670269
- WorldCat: E39PBJbCT9jf9DM9xgHBPV3vpP